# Загін спеціального призначення (міні-серіал)
Загін спеціального призначення (рос. Отряд специального назначения) — радянський воєнний міні-серіал Георгія Кузнецова на основі повісті Дмитра Медведєва «Це було під Рівним». Прем'єра відбулась 20 грудня 1987 року.

## Сюжет фільму
Події у фільми розгортаються 1942—1943 років на північному заході України. Сюди, в район Рівного, був закинутий партизанський загін Дмитра Медведєва. Разом із загоном в тил німців потрапляє і розвідник Микола Кузнецов, який буде працювати під прикриттям. Паралельно у фільмі розповідаються про військові баталії партизанського загону та життя розвідника як німецького офіцера.

## В ролях
| Актор                | Роль               |
| -------------------- | ------------------ |
| Олександр Михайлов   | Микола Кузнецов    |
| Мірдза Мартінсоне    | Лідія Лісовська    |
| Юрій Гребенщиков     | полковник Медведєв |
| Михайло Жигалов      | генерал-лейтенант  |
| Анатолій Котеньов    | Ян Камінський      |
| Наталя Міхеєва       | Валя Довгер        |
| Юрій Кузнецов        | комісар Стехов     |
| Юрій Жук             | підполковник Лукін |
| Улдіс Лієлдіджс      | Петер Краузе       |
| Анатолій Лук'яненко  | Іван Бєлов         |
| Олег Корчиков        | зрадник Наумов     |
| Борис Клюєв          | Мартін фон Геттель |
| Ромуалдс Анцанс      | Ульріх фон Ортель  |
| Віктор Степанов      | генерал фон Ільген |
| Володимир Олексієнко | сторож             |
| Микола Сектименко    | лейтенант Крутіков |
| Мирослав Маковійчук  | Микола Гнидюк      |
| Лариса Шахворостова  | Мая Мікота         |
| Валентин Голубенко   | партизан           |
| Юрій Рудченко        | бандерівець        |
| Олександр Лебедєв    | вартовий           |

## Знімальна група
- Режисер: Георгій Кузнецов
- Сценаристи: Дмитро Медведєв, Едуард Володарський, Володимир Акімов
- Оператор: Геннадій Трубніков
- Композитор: Володимир Лебедєв